# فریگیت کلاس لکوی
فریگیت کلاس لکوی (به انگلیسی: Lekiu-class frigate) یک کلاس از کشتی است که طول آن 106 metres  می‌باشد.